# 亀裂のなか
『亀裂のなか』（きれつのなか）は、1962年に発表された梶山季之の推理小説。密室で自殺した証券マンの事件を経済部記者が追う。

## あらすじ
経済担当の記者は、新聞に同級生がガス自殺した記事を見て驚く。なぜなら、彼は大阪にいるはずで、証券会社に転職したという話もきいていないからだ。
調べると、死んだのは同級生に成りすました別人だった。記者は、警察とともに事件の真相に迫っていく。

## 登場人物
- 蓮井純（はすい　じゅん） - 主人公。経済畑の雑誌記者。岡山出身。
- 国米英作（こくまい　えいさく）と名乗る男 - 証券マン。自殺と思われる遺体でアパートの自室で死んでいた。
- 国米英作（本物） - 主人公の同級生。大阪で所帯を持っていた。
- 桑田宗一郎（くわた　そういちろう） - 主人公と国米の同郷で同級生。銀行員。
- 管理課長 - 証券会社の株式部管理課の課長。株券の紛失に気付く。
- 和田順之助（わだ　じゅんのすけ） - 証券会社の人事部長。国米と名乗る男の上司で、太っている。
- 殿岡功（とのおか　いさお） - 探偵会社の社員。急に退社した。
- 木下杢吉（きのした　もくきち） - 探偵会社の社長。片目が義眼。
- 南（みなみ）警部 - 所轄の捜査係長。国米の事件の責任者。

## 提示される謎
密室と人物入れ替わり。

## 事件現場
- テープで内張りした密室で、ガスのチューブに切り込みがあり、一酸化炭素中毒と思われる。アパートの住人と管理人がガラスを破り、部屋に入って死体を発見した。
- 死者は証券の営業マンで、主人公の同級生の名前を騙り働いていた。同級生は大阪で健在だった。
- 被害者は夜八時に帰宅。黒メガネで視覚障害のマッサージ師[2]が午後十時にドアを叩くが応答は無かったという。

## 特記事項
- 客に「預かり証」を渡し、有価証券は証券会社が「保護預り」で保管するという、電子化以前のスタイルが描かれている。
- 題名は、「亀裂の入ったガスチューブ」と「業界内部の背任行為」のダブルミーニング。

## 発表
1962年10月に『別冊小説新潮』に連載された。単行本および文庫は、河出書房から出版。梶山の推理小説としては最初期のものである。